# Ултимо Дракон
Йошихиро Асаи е японски професионален кечист и актьор. Освен че се е обучавал в Япония, Асаи се учи да се бие в стил Lucha Libre, докато работи в Мексико. Той е известен с хватката си Asai Moonsault. Асаи държи рекорд като професионален кечист с най-много титли. През 1996 г. печели WCW World Cruiserweight Championship. От 29 декември 1996 г. до 27 януари 1997 г. той е действащ шампион, защитаващ десет титли, което е неповторен рекорд. Асаи говори испански.

### Произход на името Ултимо Дракон
Името „Ултимо Дракон“, което означава „Последния Дракон“ на испански. Асаи претендира че е последният ученик на легендарния майстор по бойни изкуства Брус Лий, чийто прякор е „Дракона“.
- Интро песни
  - Separados By Luis Miguel (Lucha Libre)
  - Dragon By Jim Johnston (WWE)

### Завършващи Движения
- Асаи DDT (Standing Shiranui)
- Торнадо (Cancún Tornado)
- Бомбата на дракона (Dragon Bomb)
- Дракон Щайнер (Dragonsteiner)
- Асаи Задно Салто (Asai Moonsault)
- Ла Магистрала (La Magistral)

#### Титли и отличия
- Consejo Mundial de Lucha Libre
  - NWA World Middleweight Championship (2 пъти)
  - Suzuki Cup (2007) – с Кенсуке Сасаки & Марко Корлеоне

- Michinoku Pro Wrestling
  - British Commonwealth Junior Heavyweight Championship (1 път)
  - Tohoku Tag Team Championship (1 път) – с Джинсеи Шинзаки

- New Japan Pro Wrestling
  - IWGP Junior Heavyweight Championship (2 пъти)
  - J-Crown (1 time)
  - British Commonwealth Junior Heavyweight Championship (1 път)
  - NWA World Junior Heavyweight Championship (1 път)
  - NWA World Welterweight Championship (2 пъти)
  - UWA World Junior Light Heavyweight Championship (1 път)
  - WAR International Junior Heavyweight Championship (1 път)
  - WWA World Junior Light Heavyweight Championship (1 пъти)
  - WWF Light Heavyweight Championship (1 път)

- Pro Wrestling Illustrated
  - PWI го класира #12 от 500-те най-добри кечисти в PWI 500 през 1997
  - PWI го класира #61 от 500-те най-добри кечисти в PWI 500 през 2003

- Toryumon
  - Differ Cup: 2003
  - NWA International Junior Heavyweight Championship (1 път)
  - Yamaha Cup: 2008 – with Yutaka Yoshie

- Universal Wrestling Association
  - UWA World Middleweight Championship (5 пъти)
  - UWA World Welterweight Championship (1 път)

- World Championship Wrestling
  - WCW World Cruiserweight Championship (2 пъти)
  - WCW World Television Championship (2 пъти)

- Wrestle And Romance / Wrestle Association R
  - WAR International Junior Heavyweight Championship (2 пъти)
  - WAR World Six-Man Tag Team Championship (1 път) – с Нобутака Арая & Геничиро Терю